# هاردي أستروم
هاردي أستروم (بالسويدية: Hardy Åström)‏ هو لاعب هوكي الجليد سويدي، ولد في 29 مارس 1951 في سكيلفتيا في السويد.

## وصلات خارجية
- هاردي أستروم على موقع دوري الهوكي الوطني (الإنجليزية)
- هاردي أستروم على موقع قاعة مشاهير الهوكي (لاعب أن.إتش.أل) (الإنجليزية)
- هاردي أستروم على موقع EliteProspects.com (الإنجليزية)
- هاردي أستروم على موقع Eurohockey.com (الإنجليزية)
- هاردي أستروم على موقع HockeyDB.com (الإنجليزية)
- هاردي أستروم على موقع Hockey-Reference.com (الإنجليزية)